# Sântioana de Mureș

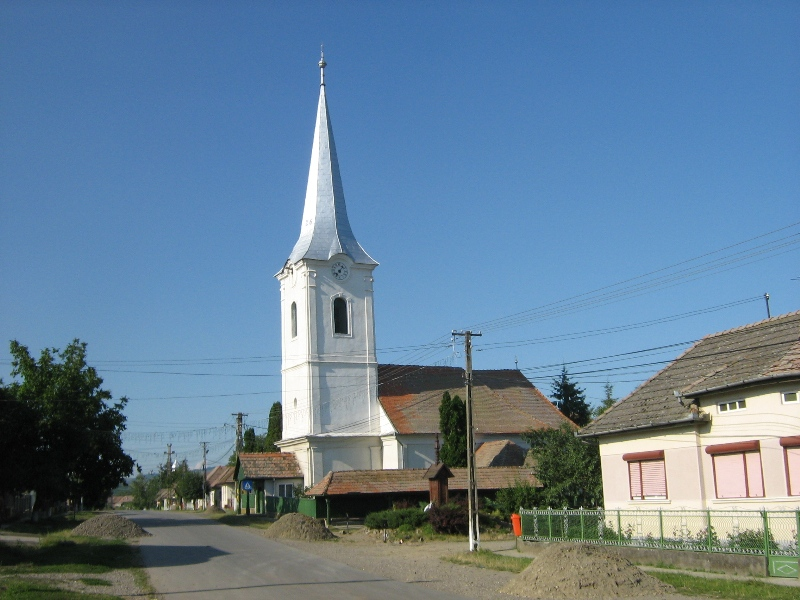
Csittszentiván (en rumano: Sântioana de Mureş)

Sântioana de Mureș (en húngaro: Csittszentiván, en alemán: Johannisdorf) es un pueblo en Rumania, en la provincia de Mureș. Administrativamente, pertenece a Pănet.

## Localización
El pueblo se sitúa en las llanuras del río Maros (en rumano: Mureş), a 10 km de la ciudad provincial de Târgu Mureş, al suroeste.

## Toponimia
La primera sílaba del topónimo ("Csitt"), proviene del hecho de que en la Edad Media, entre la ubicación actual del pueblo y Malomfalva, se situaba el antiguo pueblo de Csittfalva, el cual fue asolado y destruido por completo por los invasores tártaros (una tribu mongol). La población remanente se trasladó al lugar actual del pueblo.

## Historia
Se le menciona por primera vez en el año 1303, bajo el nombre de Sanctus Johannes. Su primera iglesia medieval existía en el antiguo pueblo de Csittfalva, y fue usada por los habitantes hasta mediados del siglo XVII. Sin embargo, en 1687 construyeron una nueva iglesia de madera.
En el siglo XIV, aquí estaba ubicada la residencia del regente de Marosszék, László Berényi, la cual existía, aunque en ruinas, hasta mediados del siglo XVIII.
A principios del siglo XVIII, la peste asoló al pueblo. En 1910 el pueblo tenía 1073 habitantes, de los que 865 eran húngaros, 175 rumanos. En 1992 había 1370 habitantes, de esta cifra 1217 eran húngaros, 131 rumanos y 18 de etnia gitana. Hasta el tratado de Trianón (1920), el pueblo pertenecía al Condado de Maros-Torda, Hungría.

## Monumentos
- La iglesia reformada fue construida en 1789.
- El museo del pueblo
- Un kopjafa en el patio de la escuela y una puerta székely en el mismo lugar.